# Friedrich August Schütz von Holzhausen
Freiherr Friedrich August Wilhelm Leopold Schütz von Holzhausen (* 17. November 1772 in Camberg; † 3. Februar 1816 ebenda) war kurtrierer Amtmann im Amt Camberg und Rechnungskammer-Präsident im Herzogtum Nassau aus der Familie Schütz von Holzhausen.

## Familie
Friedrich August Schütz von Holzhausen, der katholischer Konfession war, war der Sohn des Oberamtmanns Benedikt Schütz von Holzhausen (1729–1794) und dessen Frau Anna Lioba geborene Freiin von Hohenfeld (1739–1816). Er heiratete am 4. Juli 1803 Marianne geborene von Syberg (1782–1843). Sein Sohn Friedrich Wilhelm Ferdinand Freiherr Schütz von Holzhausen (1805–1866) wurde Abgeordneter der Nassauer Herrenbank 1831–1832 und 1832–1847 sowie der ersten Kammer 1855–1866. Sein Bruder Hugo Damian Ignaz Freiherr Schütz von Holzhausen (1780–1847) wurde Hofrat und Gründer der Taubstummen-Schule in Camberg.

## Leben

### Ausbildung und Amtmannstätigkeit
Friedrich August Schütz von Holzhausen trat am 2. April 1780 als Domicellar in kurtrierische Dienste. Eine höhere Schulbildung erwarb er vermutlich in Trier. 1786 bis 1787 studierte er Philosophische Wissenschaften an der Universität Mainz. 1778 bis 1790 setzte er seine Studien an der Universität Erfurt fort. Das Studium schloss er mit der Promotion ab. Seine Dissertation „Von den Rechten des Reichsverwesers“, die dem Kurfürsten Clemens Wenzeslaus gewidmet war, verteidigte er in einer öffentlichen Disputation am 1. Juli 1790.
Mit kurfürstlichen Patent vom 8. September 1792 wurde er zum Kammerherren und adeligen Hof- und Regierungsrat in Koblenz ernannt. Friedrich August Schütz von Holzhausen wurde am 22. März 1794 als Nachfolger seines Vaters kurtrierscher Oberamtmann für die Ämter Limburg, Villmar, Camberg und Wehrheim.
Als Oberamtmann war er zwar für alle diese Ämter zuständig, seine Aufgaben in den einzelnen Ämtern variierter jedoch: Im Limburg war er Vorsitzender der Amtssitzungen und im Stadtrat. Er prüfte die Stadtrechnung und hatte das Ernennungsrecht für Schultheißen, Stadtschreiber, Schöffen und Ratsmitglieder. In Wehrheim war er zweite Instanz in Justizsachen, die eigentliche Verwaltung nahm der dortige Amtmann Johannes Jacobus Finger vor. In Hasselbach und Haintchen nahm er gemeinsam mit seinem Nassau-Usingerschen Kollegen die Amtsgeschäfte wahr. Hauptaufgabenfeld war das Amt Camberg. In Camberg war er für alle Verwaltungsangelegenheiten, Polizeiangelegenheiten und Justizangelegenheiten verantwortlich.

### Im ersten Koalitionskrieg
1798 bis 1801 war er Chef der Oberlandeskommission in Limburg, die den kurtrierschen Reststaat verwaltete. Im ersten Koalitionskrieg hatte Frankreich das linke Rheinufer besetzt und später annektiert. Damit waren die größten Teile des Kurstaates inklusive der Hauptstadt Trier verloren. Limburg an der Lahn (auch Montabaur und die Festung Ehrenbreitstein) wurde zeitweise zur provisorischen Hauptstaat des rechtsrheinischen Reststaates.
1794 war zunächst eine Landesstatthalterschaft in Montabaur gebildet worden. Diese agierte völlig selbstständig, sollte jedoch alle 14 Tage Bericht an den Hof in Augsburg bzw. Ellwangen erteilen. Aufgrund der militärischen Lage wurde am 19. September 1795 vom Kurfürsten die Weisung an die Landesstatthalterschaft erteilt, sich aufzulösen und Wertgegenstände in Sicherheit zu bringen. Der Abtransport dieser Wertgegenstände erfolgte auch durch die Amtsverwaltung des Freiherren Schütz von Holzhausen.
Am 5. September 1795 wurde Regierungsrat Eschermann beauftragt, die Regierungsgeschäfte des Rumpfstaates wahrzunehmen. Die Arbeit dieser neuen Regierung wurde durch die Franzosen behindert. Auch ergaben sich Konflikte, da die Leitung der kurtrierischen Truppen auf Ehrenbreitstein lag und die Möglichkeiten einer zivilen Verwaltung ohne Unterstützung der Militärs unter der Kriegsbedingungen nicht möglich war.
Am 22. Juni 1798 ordnete der Kurfürst die Bildung einer provisorischen Oberlandeskommission mit Sitz in Limburg unter Friedrich August Schütz von Holzhausen an. Friedrich August Schütz von Holzhausen war damit de jure Regierungschef von Kurtrier, de facto waren seine Möglichkeiten gering. Vor allem kam es auf eine Zusammenarbeit mit den französischen Besatzungstruppen an. Konfliktpunkt waren vielfach Requisitionsforderungen der französischen Militärs. Schütz von Holzhausen, der die französische Sprache beherrschte, verfügte über relativ gute Beziehungen zu den Franzosen und konnte die Belastungen teilweise reduzieren. So unterstützten beispielsweise französische Truppen die Löscharbeiten beim Stadtbrand von Camberg 1798. Nach dem Frieden von Lüneville vom 9. Februar 1801 wurde die provisorische Oberlandeskommission am 7. September 1801 aufgelöst und die Oberlandeskommission mit Sitz in Ehrenbreitstein gebildet.

### Nassauischer Diplomat
Die rechtsrheinischen Gebiete fielen 1803 im Reichsdeputationshauptschluss an Nassau-Weilburg. Er verlor mit der offiziellen Inbesitznahme 21. Dezember 1802 seine Amtmannaufgabe in Wehrheim und in Limburg, behielt aber den Titel eines Oberamtmann. Seit 1806 war er Oberamtmann im zusammengeschlossenen Amt Kirberg mit Sitz in Camberg. Er wurde Ritterhauptmann der Burggrafschaft Friedberg.
Friedrich August Schütz von Holzhausen war seit 1802/03 fürstlich nassauischer Hof- und Regierungsrat und als nassauischer Diplomat in Regensburg an den Verhandlungen des Reichsdeputationshauptschlusses beteiligt. Am 16. Februar 1803 reiste er im Auftrag der Fürsten von Nassau-Weilburg und Nassau-Usingen nach Regensburg. Die Ernennungsurkunde als Bevollmächtigter datiert vom 10. Februar 1803. Die Hauptvereinbarungen waren von den Regierungschefs Kruse und Gagern bereits ausverhandelt worden. Eine Reihe von Detailfragen galt es jadoch noch zu klären. Die betraf vor allem die Frage der Landeshoheit über die Kellerei Villmar. Nach der Auflösung der Reichsdeputation am 10. Mai 1803 kehrte er Mitte Juni nach Camberg zurück. 
1805 wurde er erneut diplomatisch tätig und vertrat die nassauischen Interessen am kaiserlichen Hof in Wien. Die Instruktionen der beiden Landesherren vom 29. und 30. August 1805 beschreiben die Ziele seiner Mission. Er war vom 15. September bis 16. November in Wien und verhandelter wegen der angestrebten Standeserhöhung der Fürsten. Diese Verhandlungen sollten mit der Erhöhung Nassaus zum Herzogtum im Rahmen des Beitritts zum Rheinbund ihre Erledigung finden.
Friedrich August Schütz von Holzhausen war mit seiner Situation nicht zufrieden. Am 21. August 1806 richtete er ein Klageschreiben an den Herzog, in dem er beklagt, durch die politischen Ereignisse hätte er zwar noch Titel eines Oberamtmanns und Rates aber keine adäquate Aufgabe. Der Herzog entsprach dem Wunsch nach einer neuen Aufgabe und ernannte ihn am 27. September zum Wirklichen Geheimen Rat mit dem Prädikat Exzellenz und zum nassauischen Geschäftsträger beim Rheinbund in Frankfurt.

### Oranischer Beamter
Mit Staatsvertrag vom 14. Juli 1814 wurden die ehemals oranischen Orte an das wiederentstandene Nassau-Oranien zurückgegeben. Dies betraf auch sein Amt Kirberg. Mit Dekret vom 19. Oktober 1814 wurde Schütz zum Nassauisch-Oranischen Wirklichen Geheimen Rat mit Prädikat Exzellenz ernannt. Ab dem 1. Februar 1815 wurde er Mitglied des Geheimratskollegiums in Dillenburg mit einem Gehalt von 3400 Gulden. Mit dieser neuen Aufgabe endete seine Amtmannstätigkeit in Camberg. Am 30. Juni 1814 wurde er Chef der Policeydirektion für Nassau-Oranien. Am 31. Mai 1815 wurden die oranischen Erblande an Preußen übergeben, dass diese direkt an das Herzogtum Nassau weitergab. Im Herzogtum Nassau wurde er kurz vor seinem Tod zum Präsidenten der nassauischen Rechnungskammer befördert.